# Lorditomaeus tanganyicanus
Lorditomaeus tanganyicanus är en skalbaggsart som beskrevs av Vladimir Balthasar 1965. Lorditomaeus tanganyicanus ingår i släktet Lorditomaeus och familjen Aphodiidae. Inga underarter finns listade i Catalogue of Life.